# Stenocercus lache
Stenocercus lache, el  lagarto collarejo, es una especie de reptil de la familia Tropiduridae.

## Distribución
Esta especie es endémica de la Cordillera Oriental en Colombia. Se encuentra entre 2908 y 4000 m de altitud, en el ecosistema conocido como páramo.